# Stromatium barbatum
Stromatium barbatum là một loài bọ cánh cứng trong họ Cerambycidae.